# Mmatseta
Mmatseta is een dorp in het district Kweneng in Botswana. De plaats telt 474 inwoners (2011).